# Margarete Windthorst
Margaret(h)e (Grete) Maria Erwine Eugenie Windthorst (* 3. November 1884 in Hesseln/Westfalen; † 9. Dezember 1958, Tochter des Friedrich August Christian Wind(t)horst und der Eugenie Louise Wilhelmine (Hül(l)brock, in Strang bei Bad Rothenfelde/Landkreis Osnabrück) war eine deutsche Schriftstellerin. Sie war verwandt mit Ludwig Windthorst, dem parlamentarischen Gegenspieler Bismarcks im Kulturkampf.

## Leben
Margarete Windthorst entstammte einer Familie von Gutsbesitzern. Sie wuchs mit ihren Schwestern auf dem elterlichen Gut auf und wurde von einer Hauslehrerin unterricht. Den anschließenden Besuch einer Ursulinenschule in Osnabrück brach sie frühzeitig ab. Während eines Semesters hörte sie als Gasthörerin Vorlesungen an der Universität Münster, kehrte jedoch auch diesmal bald auf das Gut in Hesseln zurück. Abgesehen von kurzen Reisen nach Süddeutschland und Bremen verbrachte sie den Rest ihres Lebens in der selbstgewählten Abgeschiedenheit des Gutshofes, den sie nach dem Tod der Mutter 1921 und der Schwester Maria 1924 als Erbin verwaltete.
Nachdem Margarete Windthorst bereits als Jugendliche mit dem Schreiben angefangen hatte, veröffentlichte sie ab 1911 ein umfangreiches literarisches Werk. Sie stand in Kontakt mit einer Reihe von Persönlichkeiten des westfälischen Literaturlebens. Während der Zeit des Nationalsozialismus wurde sie als dezidiert katholische Autorin von der offiziellen Literaturkritik angegriffen; ihre beiden Romane Mit Leib und Leben und Zu Erb und eigen konnten erst nach 1945 erscheinen. Nachdem sie die Verwaltung ihres Gutes an einen Verwandten abgegeben hatte, widmete sich Margarete Windthorst in ihren letzten Lebensjahren ausschließlich der Literatur.
Windthorst verfasste Romane, Erzählungen, Gedichte und Theaterstücke. Ihr Werk ist stark geprägt von ihrer westfälischen Heimat und ihrer katholischen Religiosität, später auch vom Einfluss der mystischen Schriften, die der Maler und Autor Joseph Anton Schneiderfranken unter dem Namen „Bo Yin Ra“ veröffentlichte.
Margarete Windthorst wurde 1946 mit dem Annette-von-Droste-Hülshoff-Preis ausgezeichnet.

## Werke
- Gedichte. Leipzig [u. a.] 1911.
- Kinderland. Münster 1912.
- Die Seele des Jahres. M.Gladbach 1919.
- Das Jahr auf dem Gottesmorgen. Augsburg 1921.
- Zwergen-Musik, Bad Pyrmont [u. a.] 1921.
- Die Tau-Streicherin. Berlin 1922.
- Wenn der Gärtner kommt. M.Gladbach 1922.
- Der Basilisk. Berlin 1924.
- Die Verkündigung. M.Gladbach 1924.
- Die Nacht der Erkenntnis. M.Gladbach 1925.
- Höhenwind. M.Gladbach 1926.
- Die Sonnenseherin. M.Gladbach 1928.
- Margarete Windthorst. M.Gladbach 1929.
- Drei Gärten. Warendorf i. Westf. 1930.
- Das grüne Königreich. Warendorf i.W. 1930.
- Salomons Weisung. Warendorf i. Westf. 1930.
- Die Sonnenwendnacht. Warendorf i. Westf. 1930.
- Und hat ein Blümlein ’bracht. München 1932.
- Die Sieben am Sandbach. Berlin 1937.
- Die Lichtboten. Berlin 1938.
- Mit Lust und Last. Berlin 1940.
- Mär und Mythe. Berlin 1943.
- Das erwählte Land. Kempen-Niederrhein 1947.
- Hoftöchter. Kempen-Niederrh. 1947.
- Menschen und Mächte. Kempen-Niederrh. 1948.
- Mit Leib und Leben. Kempen-Niederrh. 1949.
- Zu Erb und Eigen. Kempen-Niederrh. 1949.
- Das lebendige Herz. Hamm 1952.
- Weizenkörner. Bielefeld 1954.
- Erinnerungen an Personen und Persönlichkeiten in Halle und Umgebung. Halle in Westf. 1956.
- Die Heide. Münster Westf. 1959.
- Erde, die uns trägt. Emsdetten (Westf.) 1964.
- Der Krähenbusch. Emsdetten 1970.
- Wege und Wanderungen. Dortmund 1975.
- Doch daß dann alles weitergeht. Dortmund 1978.
- Erde und Menschen. Emsdetten 1988.